# Daniel Walter Morehouse
Daniel Walter Morehouse (Mankato, 22 febbraio 1876 – Des Moines, 21 gennaio 1941) è stato un astronomo statunitense.

## Biografia
Si sposò il 9 giugno 1903 con Myrtle May Slayton, ebbero tre figli, Charles Aaron, Vega Larraine e Frances Roberta. Morì il 21 gennaio 1941 in conseguenza di una polmonite e di problemi cardiaci.

## Studi
Si laureò nel 1900 presso la Drake University in Des Moines (Iowa). Nel 1914 conseguì il Dottorato di ricerca presso l'Università della California in Berkeley

## Carriera
Morehouse si è occupato in particolare di studi e ricerche su pianeti, comete e sulle orbite degli asteroidi prestando servizio presso l'Università di Chicago e il correlato Osservatorio Yerkes. Durante queste ricerche scoprì la cometa C/1908 R1 Morehouse. Dal 1922 al 1941 Morehouse fu rettore della Drake University a Des Moines (dal 1922 al 1923 fu in effetti facente funzioni di rettore).

## Riconoscimenti
Nel 1908 gli è stata assegnata la 66° Medaglia Donohoe.